# Panorpa tribulosa
Panorpa tribulosa är en näbbsländeart som beskrevs av George W. Byers 2001. Panorpa tribulosa ingår i släktet Panorpa och familjen skorpionsländor. Inga underarter finns listade i Catalogue of Life.